# Anisodes transmuta
Anisodes transmuta là một loài bướm đêm trong họ Geometridae.